# Phyllomedusa duellmani
Phyllomedusa duellmani är en groddjursart som beskrevs av David Cannatella 1982. Phyllomedusa duellmani ingår i släktet Phyllomedusa och familjen lövgrodor. IUCN kategoriserar arten globalt som otillräckligt studerad. Inga underarter finns listade i Catalogue of Life.